# Tempo em Movimento
"Tempo em Movimento" é uma canção da cantora e compositora brasileira Luiza Possi com participação de Lulu Santos. A canção foi gravada e incluída em seu quinto álbum de estúdio intitulado Sobre Amor e o Tempo, e lançada como single no dia 5 de novembro de 2013.

## Composição
A canção é composta por Lulu Santos e Nelson Motta, e foi cedida a cantora, e Luiza convidou Lulu para dividir os vocais da canção em dueto, e ainda Lulu toca guitarra nos arranjos.

## Videoclipe
No dia 4 de novembro de 2013 a canção ganhou um Web Clipe, onde mostra os dois cantores na gravação da canção em estúdio, onde também é possui ver o cantor tocando guitarra. E no dia 13 de fevereiro de 2014 a canção ganhou um videoclipe oficial, o registro foi feito em um estúdio no Rio de Janeiro, com direção e roteiro de Fabiana Winits e Fernanda Paes Leme.

## Lista de faixas
| Download digital |                      |                          |         |  |
| N.º              | Título               | Compositor(es)           | Duração |  |
| 1.               | "Tempo em Movimento" | Lulu Santos Nelson Motta | 2:58    |  |

## Histórico de lançamento
| Região | Data                  | Formato(s)               |
| ------ | --------------------- | ------------------------ |
| Brasil | 5 de novembro de 2013 | Airplay Download digital |